# Organe électrique

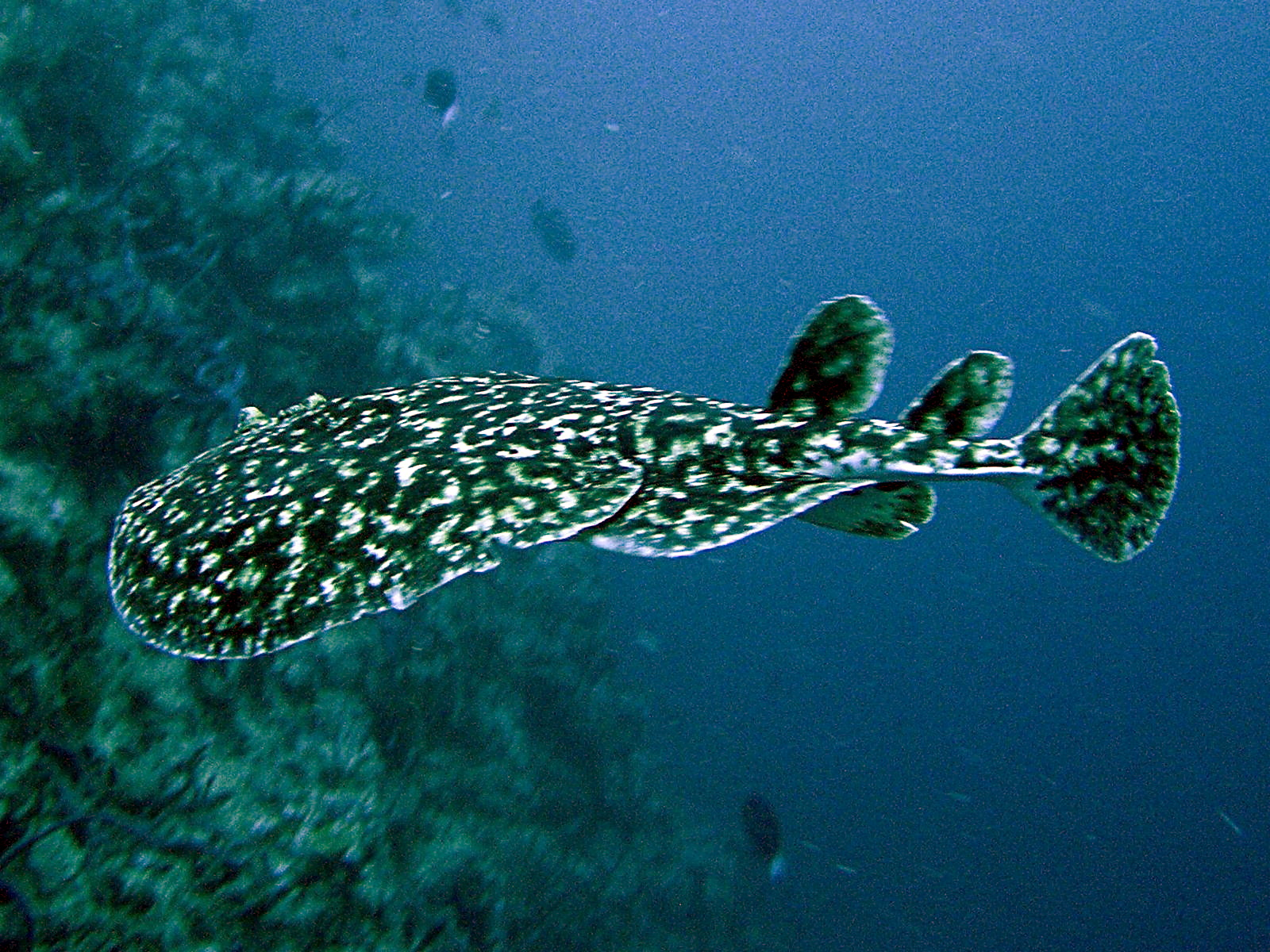
Une torpille

Certains poissons électriques, comme la torpille, sont dotés d'organes électriques qui leur permettent de produire des décharges électriques de forte intensité. 

## Structure et fonctionnement
Ces organes sont composés de cellules électriques (dites « électroplaques », ou « électrocytes »), qui sont des cellules musculaires modifiées, et de terminaisons de neurone électromoteur cholinergique. 
Quand un influx nerveux arrive au niveau des terminaisons cholinergiques, elles libèrent de l'acétylcholine qui va activer des récepteurs à la surface de la membrane des électrocytes au niveau de la plaque motrice. Ceci provoque une dépolarisation qui conduit à l'initiation d'un potentiel d'action.
La décharge simultanée de centaines de milliers de cellules correspond à une décharge électrique pouvant atteindre plusieurs ampères d'intensité, et plusieurs centaines de volts de tension (jusqu'à 220 V chez la torpille, 350 V chez le poisson-chat électrique, 2 A et 500 à 600 V chez l'anguille électrique). 

### Organe électrique de la torpille
L'organe électrique de la torpille est composé d'environ 360 000 électrocytes organisés en empilements de 500 colonnes. Chaque électrocyte y mesure environ 5 µm de haut, pour un diamètre variant de 1 mm à 1 cm. La terminaison nerveuse cholinergique couvre entre 70 et 80 % de la surface ventrale de chaque électrocyte. La concentration en acétylcholine y est 600 fois plus élevée que dans un muscle squelettique, ce qui en fait un objet d'étude privilégié pour analyser les mécanismes de la libération de l'acétylcholine. 
Alessandro Volta étudia l'organe électrique de la torpille. Il est probable que sa morphologie lui inspira l'invention de la pile électrique[réf. nécessaire].

### Organe électrique des Mormyridae

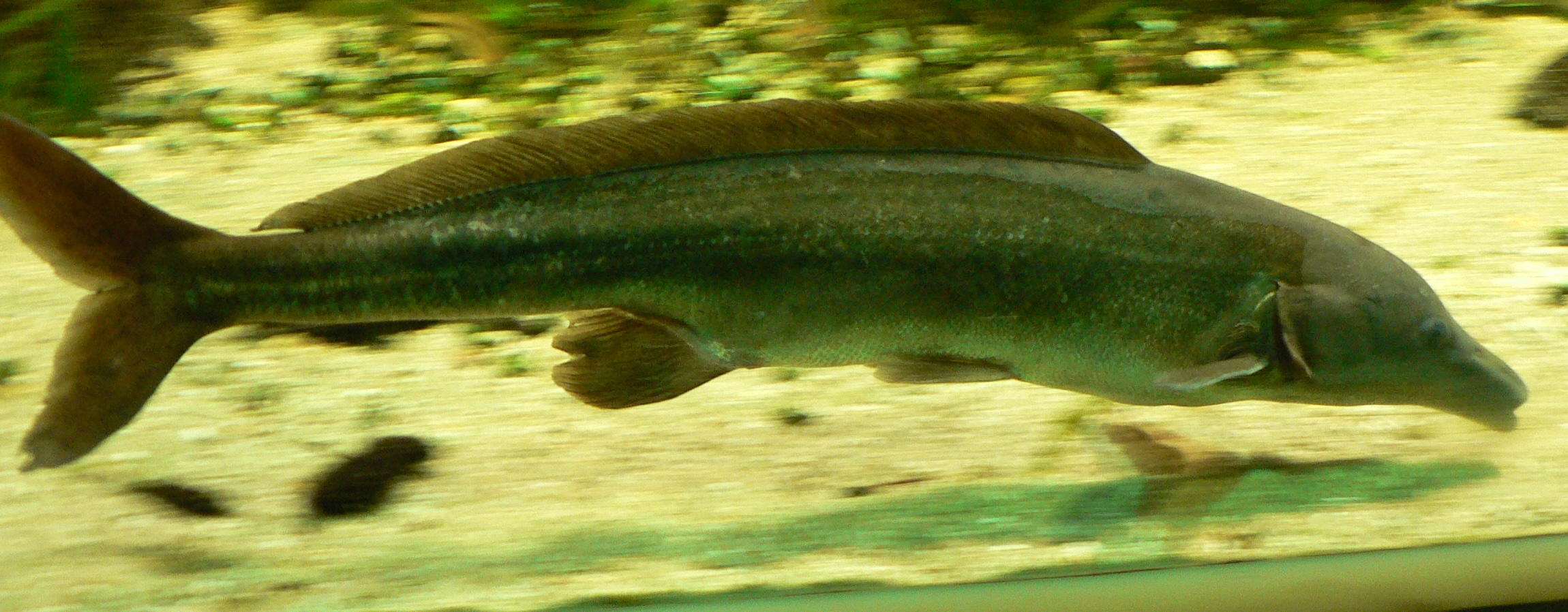
Un poisson électrique du genre Mormyrus.

Certaines espèces de poissons sociaux possèdent des organes électriques. Des études sont réalisées sur le mormyre, un poisson électrique à faibles décharges de la famille des Mormyridae, pour identifier leur utilisation exacte. En premier lieu centrées sur la possibilité de communication électrique entre les individus, il est maintenant probable que ces poissons s'en servent comme d'un sonar pour se déplacer et détecter leurs proies. Les décharges émises sont de l'ordre de 5 à 20 volts.
L'organe électrique se situe à la base de la queue. Il est constitué de deux colonnes situées de part et d'autre de l'axe de l'animal. Des neurones électromoteurs spinaux synchronisent les électrocytes, dont les potentiels d'action s'additionnent pour produire une décharge de l'organe électrique (en anglais « electric organ discharge », ou EOD). L'EOD est le signal élémentaire envoyé par le poisson pour « sonder » son environnement et communiquer. Les différences inter- et intraspécifiques de forme des EOD sont causées par les différences de propriétés physiologiques et morphologiques des électrocytes.
Les électrocytes des Mormyridae sont tous des disques fins, multinucléés, avec une série de prolongements partant de la face postérieure ou antérieure, et recevant les terminaisons des neurones électromoteurs spinaux. Ces prolongements conduisent les potentiels d'actions jusqu'à la partie principale des électrocytes, qu'ils soient situés sur la face antérieure ou postérieure. Les électrocytes se distinguent d'une espèce à l'autre en fonction de la morphologie de ces prolongements. Ces différences de morphologies sont exactement corrélées avec les différents types d'EOD, selon leur polarité et leur nombre de phases.